# Nazmizan Mohamad
Nazmizan Mohamad  (* 4. April 1981 in Kuala Dungun) ist ein ehemaliger malaysischer Leichtathlet, der sich auf den Sprint spezialisiert hat. Seinen größten Erfolg feierte er mit dem Gewinn der Goldmedaillen über 100 und 200 Meter bei den Südostasienspielen 2003 in Hanoi.

## Sportliche Laufbahn
Erste internationale Erfahrungen sammelte Nazmizan Mohamad vermutlich im Jahr 1998, als er bei den Commonwealth Games in Kuala Lumpur mit 21,46 s im Viertelfinale im 200-Meter-Lauf ausschied. Im Jahr darauf schied er bei der Sommer-Universiade in Palma mit 10,93 s und 22,04 s jeweils im Vorlauf über 100 und 200 Meter aus. Zudem verpasste er mit der malaysischen 4-mal-100-Meter-Staffel mit 40,18 s den Finaleinzug. Anschließend schied er bei den Juniorenasienmeisterschaften in Singapur mit 10,92 s im Halbfinale im 100-Meter-Lauf aus und belegte mit der Staffel in 41,47 s den fünften Platz. 2000 kam er bei den Juniorenweltmeisterschaften in Santiago de Chile mit 10,80 s nicht über den Vorlauf über 100 Meter hinaus und 2002 schied er bei den Asienmeisterschaften in Colombo mit 22,30 s in der Vorrunde über 200 Meter aus und belegte mit der Staffel in 40,55 s den siebten Platz. Anschließend schied er bei den Asienspielen in Busan mit 21,60 s im Semifinale über 200 Meter aus und gelangte mit 41,20 s auf Rang acht im Staffelbewerb. Im Jahr darauf schied er bei den Studentenweltspielen in Daegu mit 10,68 s im Semifinale über 100 Meter aus und anschließend schied er auch bei den Asienmeisterschaften in Manila mit 10,60 s im Halbfinale aus und kam über 200 Meter mit 21,97 s nicht über den Vorlauf hinaus. Im Dezember siegte er dann in 10,48 s und 21,05 s über 100 und 200 Meter bei den Südostasienspielen in Hanoi. 2004 belegte er bei den erstmals ausgetragenen Hallenasienmeisterschaften in Teheran in 6,91 s den fünften Platz im 60-Meter-Lauf und im August nahm er über 200 Meter an den Olympischen Sommerspielen in Athen teil und schied dort mit 21,24 s in der ersten Runde aus. Im Juli 2008 bestritt er in Malaysia seinen letzten offiziellen Wettkampf und beendete daraufhin seine aktive sportliche Karriere im Alter von 27 Jahren.
In den Jahren 2004 und 2005 wurde Mohamad malaysischer Meister im 100-Meter-Lauf sowie 2004 auch über 200 Meter.

## Persönliche Bestleistungen
- 100 Meter: 10,38 s (+0,8 m/s), 25. August 2003 in Daegu
  - 60 Meter (Halle): 6,86 s, 6. Februar 2004 in Teheran
- 200 Meter: 21,33 s, 12. September 2002 in Kota Bahru